# سر غلم (أيسين)
سر غلم (بالفارسية: سرگلم) هي قرية تقع في إيران في قسم أيسين الريفي. يقدر عدد سكانها بـ 62 نسمة بحسب إحصاء 2016.